# نيناد فوشكوفيتش (كرة يد)
نيناد فوشكوفيتش (بالصربية: Ненад Вучковић) مواليد 23 أغسطس 1980 في بولا، جمهورية يوغوسلافيا الاشتراكية الاتحادية، هو لاعب كرة يد صربي. يلعب حاليا مع نادي ملزونغن لكرة اليد ويحمل الرقم 23. مثل منتخب صربيا لكرة اليد. شارك في دورة الألعاب الأولمبية الصيفية سنة 2012. حقق المركز الثاني في البطولة الأوروبية لكرة اليد للرجال 2012.

## الميداليات
| الميدالية | المسابقة                           |
| --------- | ---------------------------------- |
| فضية      | بطولة أوروبا لكرة اليد للرجال 2012 |

## روابط خارجية
- نيناد فوشكوفيتش على موقع الاتحاد الأوروبي لكرة اليد (الإنجليزية)
- نيناد فوشكوفيتش على موقع اللجنة الأولمبية الدولية (الإنجليزية)
- نيناد فوشكوفيتش على موقع أوليمبيديا (الإنجليزية)
- نيناد فوشكوفيتش على موقع اللجنة الأولمبية الصربية (الصربية)